# Aliaa Magda Elmahdyová
Aliaa Magda Elmahdy (علياء ماجدة المهدى‎, * 16. listopadu 1991) je egyptskou internetovou aktivistkou a obhájkyní práv žen. Proslavila se zveřejněním své nahé fotografie na své stránce na Blogspotu, kterou na Facebooku popsala jako „výkřik proti společnosti plné násilí, rasismu, sexismu, sexuálního obtěžování a pokrytectví“. Od té doby se stala terčem několika výhrůžek smrtí. Elmahdyová se popisuje jako „sekulární, liberální, feministická, vegetariánská, individualistická Egypťanka“ a od svých 16 let se identifikuje jako ateistka.

## Životopis

### Nahá fotografie
V roce 2011 byli Elmahdyová spolu s dalším aktivistou Kareemem Amerem zastaveni, když se procházeli po veřejném parku, drželi se přes ramena (veřejný projev náklonnosti) a líbali se. Poté byli odvedeni do bezpečnostní kanceláře parku, kde debatovali se správci veřejného parku, kteří je následně vykázali, a později zveřejnili videozáznamy z mobilního telefonu.
Elmahdyová zveřejnila svou nahou fotografii 23. října 2011 a podle svého tweetu ji pořídila sama „v domě rodičů několik měsíců předtím“, než se seznámila s Amerem.

#### Reakce

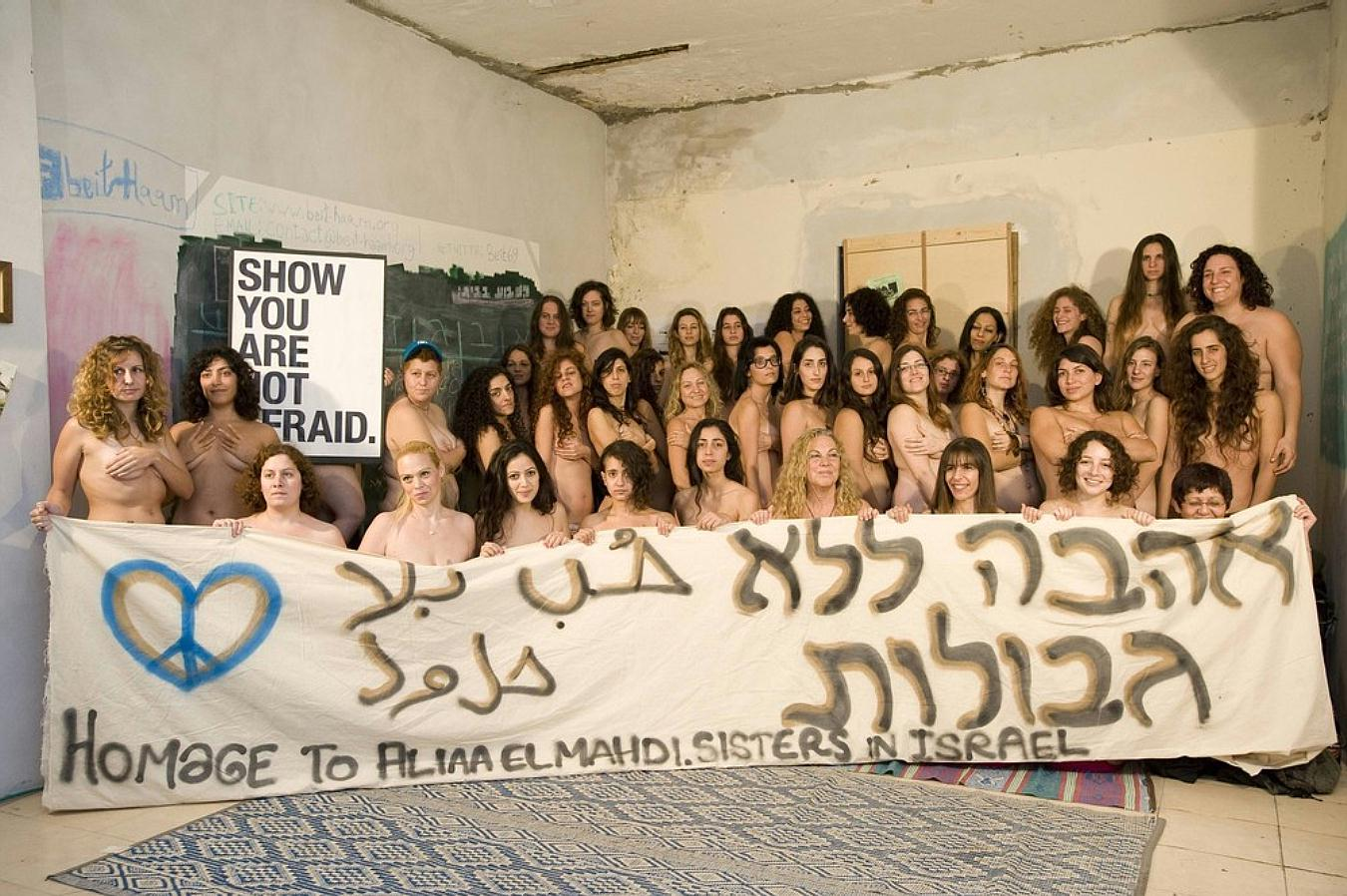
Izraelské ženy deklarující solidaritu s Elmahdy

Blog Elmahdyové zaznamenal více než 2 miliony návštěv a řadu urážek. Na Facebooku byly založeny stránky na podporu i na protest proti její akci. Egyptští liberálové se v obavách z pošpinění v očích islámských konzervativců od Elmahdyové distancovali. Mládežnické hnutí 6. dubna vydalo prohlášení, v němž popřelo tvrzení, že Elmahdyová je členem skupiny. V roce 2010 se na Facebooku objevily další stránky na její podporu.
Oznámení, které podali absolventi islámského práva, vinilo Elmahdyovou a Amera z „porušování morálky, podněcování k neslušnosti a urážky islámu“. Od té doby se šíří falešné zvěsti o jejím zbití na náměstí Tahrír a její smrti.
Podporu jí vyjádřili egyptští emigranti, arabští novináři působící na Západě a zástupci americké umělecké komunity. Aktivistka íránského původu Maryam Namazieová definovala Elmahdyové čin jako „výkřik proti islamismu“ a „vrcholný akt vzpoury“. Podle herečky Amandy Banoubové Elmahdyová „projevila skutečnou čistotu a skromnost bez jediné vrstvy oblečení“. Při vzpomínce na testy panenství, které armáda prováděla ženám na náměstí Tahrír, egyptsko-americká novinářka Mona Eltahawyová poznamenala, že Elmahdyová „je Molotovův koktejl vržený na Mubaraky v našich hlavách - diktátory naší mysli -, kteří trvají na tom, že revoluce nemohou uspět bez přílivové vlny kulturních změn, které nabourají misogynii a sexuální pokrytectví“.
Prostřednictvím Facebooku se sešlo asi čtyřicet izraelských žen, aby „nenásilným a legitimním způsobem vyjádřily podporu ženě, která je stejná jako my - mladá, ambiciózní, plná snů a zřejmě má vyvinutý smysl pro humor“. Účastnice se vyfotografovaly nahé za nápisem „láska bez hranic“ a „Pocta Aliae Elmahdiové. Sestry v Izraeli“.

### Let do Švédska
V návaznosti na fotografické téma svého protestu Elmahdyová následně vyzvala muže, aby zasílali své snímky, na nichž jsou zahaleni, „ve snaze vytvořit povědomí o pokryteckých postojích“, a požádala ženy, „které si přejí sundat závoj, aby jí poslaly fotografie svých tváří, které budou zveřejněny na internetu“.
Poté, co byla Elmahdyová unesena, bylo jí vyhrožováno smrtí a unikla pokusu o znásilnění požádala roku 2012 ve Švédsku o politický azyl z obavy před uvězněním. V prosinci téhož roku se Elmahdyová spolu s Innou Ševčenkovou a další členkou FEMEN zúčastnila veřejného nahého protestu před egyptským velvyslanectvím ve Stockholmu. Tyto tři nahé aktivistky protestovaly proti „šariátsko-diktátorskému“ návrhu egyptské ústavy, který vypracovala vláda Muhammada Mursího a o němž se v těch dnech hlasovalo v referendu. Elmahdyová si na hruď a břicho namalovala červenou barvou nápis „Šaría není ústava“ a v ruce držela egyptskou vlajku.
V červenci 2013 poskytla rozhovor deníku Svenska Dagbladet, při kterém uvedla, že během azylového řízení obdržela švédská migrační agentura několik dopisů s výhrůžkami smrtí, které byly adresovány její osobě. Vyjádřila se, že na rozdíl od Egypta mohla při chůzi po ulicích nosit kalhoty a tílko aniž by byla slovně či fyzicky obtěžována. Když byla požádána, aby se vyjádřila k tvrzení islámských organizací, že její kampaň omezuje svobodu muslimských žen nosit závoj, odpověděla, že nikdy neviděla muže, který by uplatňoval svobodu nosit závoj. V rozhovoru vyjádřila pochybnosti vůči liberálním příznivcům a vyjádřila přesvědčení, že mnoho mužů, kteří tvrdí, že jsou proti sexuálnímu obtěžování, se připojuje ke kampaním organizací jen proto, aby si „vrzli“.
V roce 2013 Elmahdyová a další dvě aktivistky FEMEN uspořádaly ve stockholmské mešitě protest proti právu šaría a útlaku žen. Policie je zatkla za narušování veřejného pořádku.

### Nové nahé protesty
Během Mezinárodního dne žen 8. března 2014 Elmahdyová a sedm dalších arabských a íránských žen, včetně Maryam Namazieové a Aminy Tylerové, protestovaly nahé za práva žen u pyramidy Louvru a skandovaly hesla ve francouzštině ve prospěch svobody, rovnosti a sekularismu (liberté, égalité et laïcité).
V srpnu 2014 zveřejnila fotografii, na níž menstruuje na vlajce Islámského státu v Iráku a Levantě (ISIL) a má na sobě pouze boty, zatímco jiná žena na ni kálí. Média v islámských zemích fotografii nezveřejnila, protože na vlajce ISIL je muslimské vyznání víry.